# Mos Generator
Mos Generator ist ein US-amerikanisches Hard-Rock- und Stoner-Rock-Trio aus Port Orchard, der Kreisstadt des Kitsap County im Bundesstaat Washington.

## Geschichte
Die Gruppe wurde im November 2000 von Tony Reed, Scooter Haslip und Shawn Johnson gegründet. Das Trio kannte sich zu diesem Zeitpunkt bereits geraume Zeit und hatte auch schon gemeinsam in anderen Bands gespielt. Ihr selbstbetiteltes Debütalbum erschien 2002, die erste Tour fand 2008 statt.

## Diskografie (Auswahl)
- 2002: The Mos Generator (Music Abuse Records, Ripple Music)
- 2007: Songs for Future Gods (Roadburn Records, Señor Hernandez Records, Small Stone Records, Ripple Music, South Spit Records)
- 2005: The Late Great Planet Earth (Music Abuse Records, Nasoni Records, South Spit Records)
- 2012: Nomads (Ripple Music, South Spit Records, Stickman Records)
- 2013: In Concert (Lay Bare Recordings)
- 2013: Live in Europe 2013 (LameIsMeRecords)
- 2014: Electric Mountain Majesty (Listenable Records)
- 2014: Electric Nomads Demos (Mos Generator Self-Release)
- 2015: Untitled (Split-Album mit Isaak, Heavy Psych Sounds)
- 2015: The Theory of Light & Matter (Split-Album mit Stubb, HeviSike Records)
- 2015: Mos Generator / Sower (Split-Album mit Sower, Devil’s Child Records)
- 2015: In Concert 2007 - 2014 (Listenable Records)
- 2016: Lies of Liberty (Red Cobra Records, South Spit Records)
- 2016: Abyssinia (Listenable Records)
- 2016: The Firmament (Mini-Album, Stickman Records)
- 2018: Shadowlands (Listenable Records)
- 2019: Spontaneous Combustions (Kozmik Artifactz)
- 2019: Night of the Lords (Devil’s Child Records, Pale Wizard)
- 2020: Mos Generator / Di’Aul (Split-Album mit Di’Aul, Argonauta Records)